# Lynn Shelton
Pour les articles homonymes, voir Shelton.
Lynn Shelton, née le 27 août 1965 à Oberlin (Ohio) et morte le 16 mai 2020 à Los Angeles (Californie), est une réalisatrice, scénariste, actrice et productrice américaine.
Elle est connue pour avoir réalisé et produit des films tels que Humpday et Ma meilleure amie, sa sœur et moi.

## Biographie
Lynn Shelton grandit à Seattle. Elle se décrit comme ayant été audacieuse dans sa jeunesse mais ayant perdu confiance en sa créativité à l'adolescence.
Après le lycée, elle étudie au Oberlin College puis à l'université de Washington. Elle déménage ensuite à New York pour suivre le Master of Fine Arts dans le domaine de la photographie et des médias de la School of Visual Arts. Sa directrice de thèse était Peggy Ahwesh.
Elle commence sa carrière cinématographique dans le montage et fait une série de courts-métrages expérimentaux.

### Mort
Lynn Shelton meurt le 16 mai 2020 à Los Angeles d’une hémopathie non-diagnostiquée.

### Vie privée
Lynn Shelton fait son coming out en tant que bisexuelle en 2012. Elle est mariée à Kevin Seal de 2011 à 2019.

## Filmographie

### En tant que réalisatrice
- 2006 : We Go Way Back
- 2008 : My Effortless Brilliance
- 2009 : Humpday
- 2010 : Mad Men (saison 4, épisode 10)
- 2011 : Ma meilleure amie, sa sœur et moi
- 2011 : New Girl (saison 1, épisode 15)
- 2012 : Ben and Kate (saison 1, épisode 10)
- 2012 : New Girl (saison 2, épisodes 14-21)
- 2013 : Touchy Feely
- 2014 : Girls Only
- 2015-2017 : Bienvenue chez les Huang (9 épisodes)
- 2017 : Outside In (en)
- 2017 : Ghosted (saison 1, épisode 2)
- 2017-2018 : Love (4 épisodes)
- 2017-2019 : GLOW (5 épisodes)
- 2018-2019 : A.P. Bio (2 épisodes)
- 2019 : Sword of Trust
- 2019 : Dickinson (2 épisodes)
- 2019 : The Morning Show (1 épisode)
- 2020 : Marc Maron: End Times Fun
- 2020 : Little Fires Everywhere (4 épisodes)

### En tant que scénariste
- 2006 : We Go Way Back
- 2009 : My Effortless Brilliance
- 2009 : Humpday
- 2011 : Ma meilleure amie, sa sœur et moi
- 2013 : Touchy Feely
- 2015 : Et ta sœur, de Marion Vernoux
- 2017 : Outside In (en)
- 2019 : Sword of Trust

### En tant qu'actrice
- 2007-2008 : Young American Bodies (9 épisodes) : Sarah
- 2008 : Nights and Weekends : la sœur de Mattie
- 2009 : Humpday : Monica
- 2011 : The Off Hours : Danielle
- 2012 : Safety Not Guaranteed
- 2013 : Prince of Texas : Madison
- 2013 : Lucky Them : Lisa
- 2015 : Waxie Moon in Fallen Jewel, de Wes Hurley
- 2016 : Maron (saison 4, épisode 11) : Sheila
- 2019 : Sword of Trust : Deirdre

### En tant que productrice
- 2008 : My Effortless Brilliance
- 2009 : Humpday
- 2011 : The Off Hours
- 2011 : Ma meilleure amie, sa sœur et moi
- 2019 : Sword of Trust
- 2020 : Little Fires Everywhere